# Jamie Renée Smith

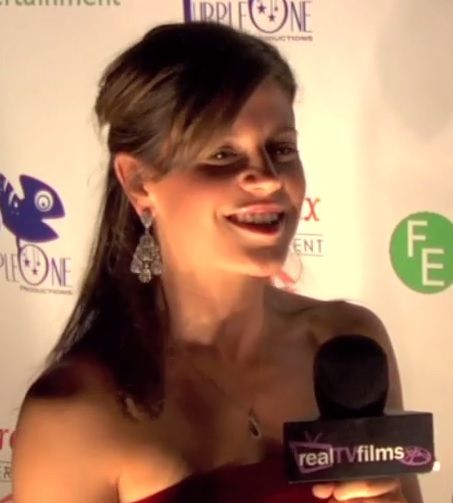
Jamie Renée Smith (2014)

Jamie Renée Smith (* 10. April 1987 in New York City) ist eine US-amerikanische Filmschauspielerin.
Smith begann ihre Karriere im Alter von sechs Jahren mit einer Gastrolle in der US-Serie Saved by the Bell: The College Years. Seither war sie in verschiedenen Filmen zu sehen, unter anderem in Dante’s Peak (1997) mit Pierce Brosnan, Emergency Room – Die Notaufnahme, Malcolm mittendrin. Außerdem hatte sie Gastauftritte in den Serien Shark und Bones – Die Knochenjägerin. In der Serie Die Nanny spielte sie bisweilen die junge Fran Fine.

## Filmografie (Auswahl)
- 1993: Saved by the Bell: The College Years (Fernsehserie, Episode 1x11 Teacher's Pet)
- 1995: Sie kannte ihren Killer (Someone She Knows, Fernsehfilm)
- 1995: Blood Run (Fernsehfilm)
- 1995: Midnight Man
- 1996: Magic in the Mirror
- 1996: Kinder des Zorns IV – Mörderischer Kult (Children of the Corn IV: The Gathering)
- 1997: Dante’s Peak
- 1997: Die Zahnfee (Toothless)
- 1998: Allein auf der Pirateninsel (The New Swiss Family Robinson)
- 1998: Jack die Traumfrau (Ask Harriet, Fernsehserie, 13 Episoden)
- 1999: Aus Liebe zu meiner Tochter (My Last Love, Fernsehfilm)
- 2000: Superboy Scott (Up, Up, and Away!, Fernsehfilm)
- 2000: Jack, der beste Affe auf dem Eis (MVP: Most Valuable Primate)
- 2010: Weeds – Kleine Deals unter Nachbarn (Weeds, Fernsehserie, 3 Episoden)
- 2013: 10 Rules for Sleeping Around
- 2019: Merry Happy Whatever (Fernsehserie, Episode 1x04 Happy Mall-idays)
- seit 2021: Hidden Canyons (Fernsehserie)
- 2022: Animal Kingdom (Fernsehserie, Episode 6x02 Rise)